# جوابيسيكيو
جوابيسيكيو (بالفرنسية: Guarbecque)‏ هي بلدية تقع في إقليم باد كاليه من منطقة نور با دو كاليه في شمال فرنسا. تبلغ مساحة هذه المدينة 5.46 (كم²)، وترتفع عن سطح البحر 19 م، يبلغ عدد سكانها 1268 نسمة حسب إحصاء المعهد الوطني للإحصاء والدراسات الاقتصادية سنة 2009 م. وترأس Christophe Fiancette البلدية خلال فترة (2008-2014).